# Nadagara inordinata
Nadagara inordinata är en fjärilsart som beskrevs av Walker 1862. Nadagara inordinata ingår i släktet Nadagara och familjen mätare. Inga underarter finns listade i Catalogue of Life.